# Heinrich von Vietinghoff

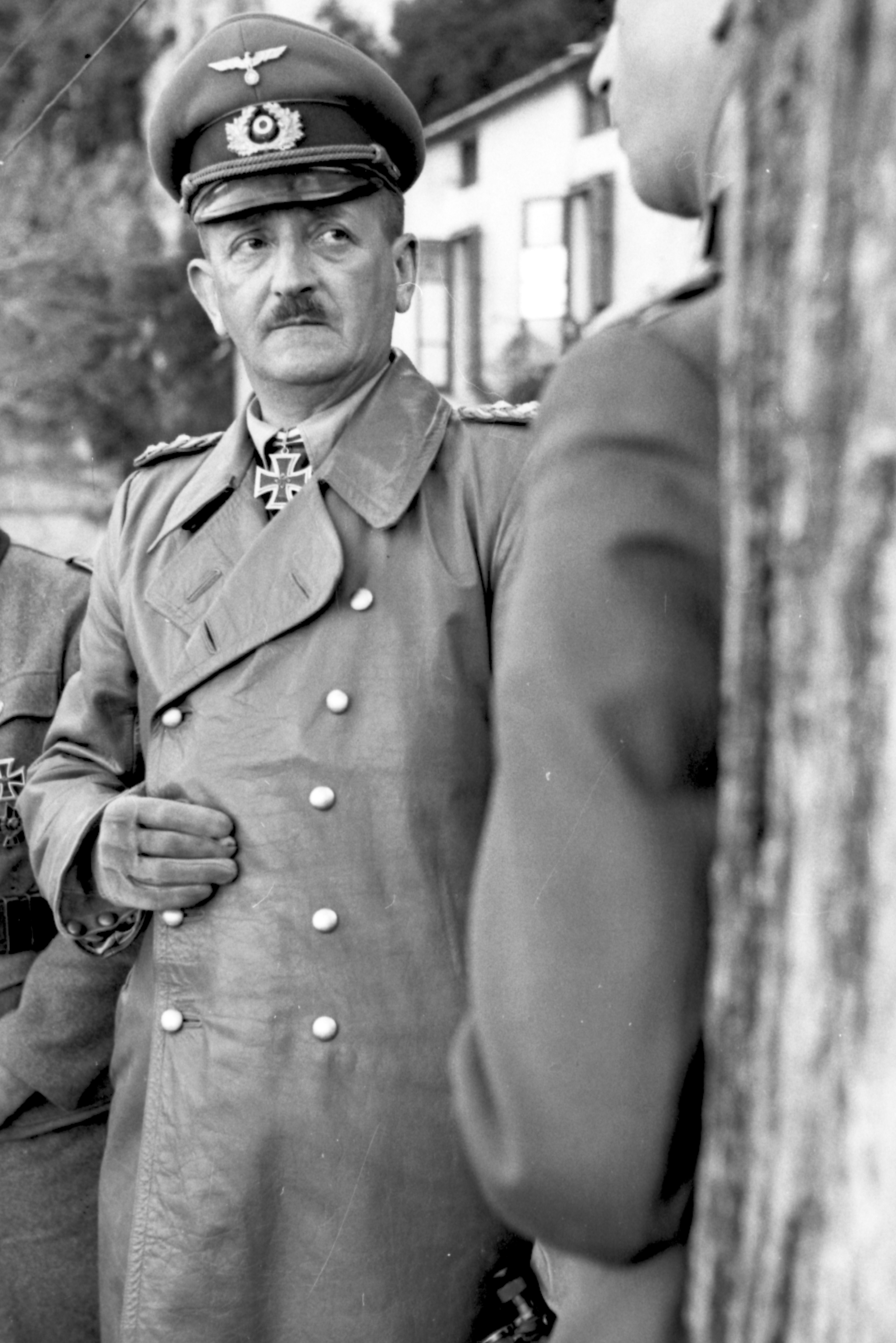
Heinrich von Vietinghoff (1944)

Heinrich Gottfried Otto Richard von Vietinghoff genannt Scheel (* 6. Dezember 1887 in Mainz; † 23. Februar 1952 in Pfronten-Ried, Allgäu) war ein deutscher Generaloberst im Zweiten Weltkrieg.

## Leben

### Familie
Heinrich von Vietinghoff gen. Scheel entstammte dem alten westfälischen Uradelsgeschlecht von Vietinghoff. Er war der älteste Sohn des preußischen Generalleutnants der Artillerie Heinrich von Vietinghoff genannt Scheel (1857–1917) und dessen Ehefrau Leona, geborene Gräfin von Schmettow (1861–1942).
Vietinghoff heiratete am 6. Januar 1920 in Berlin Elfriede Wagner (1892–1989), die Tochter des Obersten Ludwig Wagner und der Marie Schwarzmann. Seine Ehefrau war in erster Ehe mit dem Fabrikdirektor Adolf Schwarzmann verheiratet, der nur knapp 16 Monate nach der Heirat am 5. August 1912 in Stuttgart verstorben war.

### Militärkarriere

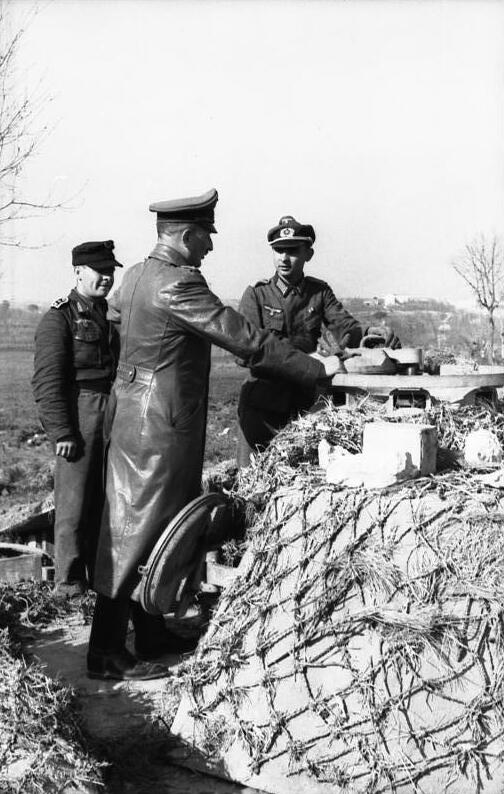
Italien – Vietinghoff besichtigt getarnten Panzer

Nachdem er am 27. Januar 1907 zum Leutnant (Patent vom 14. Juni 1905) ernannt worden war, nahm er am Ersten Weltkrieg teil und avancierte bis Ende Juli 1915 zum Hauptmann. Für sein Wirken während des Krieges wurden ihm neben beiden Klassen des Eisernen Kreuzes das Ritterkreuz des Königlichen Hausordens von Hohenzollern mit Schwertern, das Ritterkreuz II. Klasse des Albrechts-Ordens mit Schwertern, das Mecklenburgische Militärverdienstkreuz II. Klasse, das Sachsen-Meiningische Kreuz für Verdienste im Kriege und das Verwundetenabzeichen in Schwarz verliehen. Die Verbündeten zeichneten Vietinghoff mit dem Orden der Eisernen Krone und dem Österreichischen Militärverdienstkreuz III. Klasse mit der Kriegsdekoration, dem Eisernen Halbmond sowie dem Offizierskreuz des Bulgarischen Militärverdienstordens aus.
Nach dem Krieg wurde er in die Reichswehr übernommen, war im Reichswehrministerium und ab 1924 im Stab des Gruppenkommandos 1 tätig. Seine nächste Verwendung fand er als Chef der 1. Kompanie im 9. (Preußisches) Infanterie-Regiment in Potsdam. Am 1. März 1926 erfolgte die Ernennung zum Major. Von 1929 bis 1931 war Vietinghoff erneut im Reichswehrministerium tätig, am 1. Februar 1931 wurde er zum Oberstleutnant befördert und als Bataillonskommandeur in das 14. (Badisches) Infanterie-Regiment versetzt. Der 1. April 1933 brachte die Beförderung zum Oberst und 1935 die Versetzung als Kommandeur zur neu gebildeten 1. Schützen-Brigade der 1. Panzerdivision.
Am 1. April 1936 wurde Vietinghoff Generalmajor und ab 1. Oktober 1937 Inspekteur der Panzertruppen und der Heeresmotorisierung, wo am 1. März 1938 die nächste Beförderung zum Generalleutnant erfolgte.
Am 24. November 1938 übernahm er das Kommando über die schlesische 5. Panzer-Division. Mit dieser nahm er 1939 am Überfall auf Polen teil, wodurch er die Spangen zu seinen Eisernen Kreuzen erhielt. Mit dem 26. Oktober 1939 wurde Vietinghoff Führer und am 1. Juni 1940 Kommandierender General des XIII. Armeekorps. Am 1. Juni 1940 wurde er zum General der Panzertruppe befördert und erhielt am 24. Juni 1940 das Ritterkreuz des Eisernen Kreuzes.
Ab dem 1. November 1940 war er Kommandierender General des neuen XXXXVI. Armeekorps (mot.). Mit diesem Korps kämpfte Vietinghoff im April 1941 auf dem Balkan und ab dem 22. Juni 1941 an der Ostfront. Er erhielt am 22. April 1942 das Deutsche Kreuz in Gold.
Am 10. Juni 1942 wurde er für den verwundeten Generaloberst Walter Model stellvertretender Oberbefehlshaber der 9. Armee und bestand die schweren Abwehrkämpfe bei Rshew und Wjasma. Anschließend übernahm er am 1. Dezember 1942 für den erkrankten Generaloberst Curt Haase die Führung der 15. Armee an der Kanalküste im Westen, ab 9. Februar 1943 als Oberbefehlshaber.
Am 15. August 1943 wurde Vietinghoff im Westen durch Generaloberst Salmuth abgelöst und übernahm die neu gebildete 10. Armee in Süditalien, wo er am 1. September 1943 zum Generaloberst befördert wurde.
Am 16. April 1944 wurde ihm das Eichenlaub zum Ritterkreuz des Eisernen Kreuzes (456. Verleihung) verliehen. Zwischen dem 23. Oktober 1944 und dem 15. Januar 1945 vertrat er Generalfeldmarschall Albert Kesselring nach dessen schwerem Unfall als Oberbefehlshaber Südwest und Oberbefehlshaber der Heeresgruppe C. Ende Januar 1945 wurde von Vietinghoff vorübergehend zum Oberbefehlshaber der Heeresgruppe Kurland ernannt. Er kehrte Anfang März 1945 nach Italien zurück, wo er am 10. März 1945 nochmals die Heeresgruppe C übernahm. Gleichzeitig wurde er damit auch Oberbefehlshaber Südwest. Ende April 1945 nahm er gemeinsam mit dem SS- und Polizeiführer Karl Wolff Verbindung zu den Alliierten auf und beide ließen am 29. April 1945 in Caserta durch ihre Bevollmächtigten, Oberstleutnant Victor von Schweinitz und SS-Sturmbannführer Eugen Wenner, die Kapitulation der deutschen Truppen unterzeichnen (sog. Operation Sunrise). Als Generalfeldmarschall Kesselring davon erfuhr, befahl er Vietinghoff zum Karersee, wo er sich verantworten sollte. Vietinghoff befolgte diesen Befehl. Kesselring bestimmte General der Infanterie Friedrich Schulz zu Vietinghoffs Nachfolger. Karl Wolff beschwor nach Hitlers Suizid Kesselring in einem stundenlangen Telefonat, den sinnlosen Kampf aufzugeben. Jede Stunde bedeute doch den Verlust weiterer Menschenleben, die Zerstörung weiterer deutscher Städte. Alle seien sich doch darüber einig, dass es für Deutschland sinnlos und hoffnungslos sei, den Krieg weiterzuführen. Der Völkermord habe ohnehin schon lange gedauert. Wolff sagte: »Da der Tod des Führers Sie von Ihrem Treueeid entbunden hat, bitte ich Sie als den Obersten Befehlshaber des gesamten Alpenraums ergebenst und gehorsamst, unser selbständiges Vorgehen, bei dem wir uns von unserem Gewissen leiten ließen, nachträglich zu billigen.« Kesselring erteilte am 2. Mai gegen 4:30 Uhr seine definitive Zustimmung zur Kapitulation. Zugleich hob er die Verhaftungsbefehle gegen Vietinghoff, Röttiger und die anderen hohen Offiziere auf.
Vietinghoff kam nach Kriegsende in alliierte Kriegsgefangenschaft und wurde 1948 daraus entlassen.
Nach dem Krieg beschäftigte sich Vietinghoff mit der Frage einer deutschen Wiederbewaffnung. Er gehörte der Expertengruppe an, die im Oktober 1950 im Auftrag der Regierung Adenauer (Kabinett Adenauer I) die Himmeroder Denkschrift über einen westdeutschen Beitrag zur europäischen Verteidigung verfasste. Vietinghoff starb am 23. Februar 1952 in Pfronten und wurde dort begraben.

### Verhältnis zum Widerstand
Der Widerstandskämpfer Rudolf Pechel veröffentlichte 1947 in der Schweiz eine Schrift über den deutschen Widerstand, in der er über Kontakte Vietinghoffs zu Major Achim Oster berichtet, dem Sohn Hans Osters, zur Jahreswende 1944/1945. Demnach hatten Vietinghoff, Oster, Röttiger (der mit Vietinghoff zusammen am 30. April von Kesselring des Postens enthoben und vor ein Kriegsgericht zitiert wurde) sowie die zwei Oberste Josef Moll und Horst Pretzell geplant, Adolf Hitler zu einem letzten Treffen mit Mussolini (es hatte keines mehr seit dem 20. Juli 1944 gegeben) zu bewegen und Hitler dann zu verhaften, um ihn den Westalliierten zu überstellen. Nach Pechel war der britische Feldmarschall Harold Alexander in die Pläne eingeweiht, allerdings habe Hitler das wohl für Mitte Januar geplante Treffen kurz zuvor abgesagt. Auf welche Quelle sich Pechel, der sich bis zum 11. April selbst als Insasse im KZ Sachsenhausen befand, bezieht, ist unklar; am wahrscheinlichsten ist, dass er über seine Bekanntschaft mit Friedrich Wilhelm Heinz, einem Vertrauten Osters, nach dem Krieg von dem Vorhaben erfuhr. Dass Vietinghoff der Opposition nicht grundsätzlich abgeneigt war, geht z. B. auch aus einem Brief hervor, den er nach dem Krieg an Theophil Wurm richtete. Wurm hatte – aus Vietinghoffs Sicht – kritisiert, dass die Generalität nichts gegen Hitler unternommen habe, Vietinghoff reagierte, indem er auf 23 hingerichtete deutsche Generäle verwies, die nach Alaric Searle mit dem Attentat vom 20. Juli in Verbindung standen.

## Schriften
- mit P. Hattenkofer, A. Massignani, M. Dal Lago, G. Trivelli (Hrsg.): La fine della guerra in Italia. Kriegsende in Italien. 2. Aufl. Mediafactory Verlag, 2018 (seine Kriegserinnerungen in Italienisch).[9]